# Aufbruch ins Unbekannte
Aufbruch ins Unbekannte ist der Pilotfilm der US-amerikanischen, später in Star Trek: Enterprise umbenannten Science-Fiction-Fernsehserie Enterprise, der fünften, im fiktionalen Star-Trek-Universum angesiedelten Realfilm-Fernsehserie. Die Handlung spielt im Jahr 2151 und damit über 100 Jahre vor der von Raumschiff Enterprise. 2001 entstanden und im September desselben Jahres in den USA erstausgestrahlt, strahlte ihn der deutsche Fernsehsender Sat.1 erst im März 2003 und über ein Jahr nach seiner deutschen VHS-Veröffentlichung als Auftakt zu der Serie erstmals aus. Zugleich der Auftakt zur ersten Staffel, wird der 90-minütige Film als erste und zweite Episode der Serie gezählt.

## Handlung
Der vor den Suliban geflohene und mit seinem Raumschiff auf der Erde abgestürzte Klingone Klaang wird in Broken Bow von einem Farmer, auf dessen Farm das Raumschiff abgestürzt ist, angeschossen. Lebensgefährlich verletzt wird er zum Medizinischen Corps der Sternenflotte gebracht, wo er medizinisch versorgt wird. Captain Jonathan Archer übernimmt den Auftrag, ihn mit der Enterprise NX-01, deren Fertigstellung kurz bevorsteht, zurück in seine Heimatwelt Kronos zu bringen, um bei dieser Gelegenheit die Beziehungen zu den Klingonen zu fördern. Zuvor nimmt er mit Hoshi und Phlox weitere Besatzungsmitglieder an Bord. Während des Fluges entführen einige gentechnisch veränderte Suliban, die plötzlich aus einer Raum-Zeit-Verzerrung aufgetaucht sind, Klaang von Bord der Enterprise. Archer lässt das Schiff daraufhin Kurs auf den Planeten Rigel 10 setzen, den letzten Aufenthaltsort Klaangs vor dessen Absturz. Währenddessen ermitteln die Suliban, als sie Klaang verhören, dass dieser auf dem Planeten eine Person namens Sarin treffen sollte. Auf dem Planeten angekommen, nimmt Archer zuerst Kontakt mit Sarin auf. Sie gehörte früher zur Kabale, bei der es sich um einen gentechnisch veränderten Teil der Suliban und zugleich um Soldaten in einem „temporalen kalten Krieg“ handelt, in dem sie ihre Befehle aus der Zukunft erhalten. Sie erklärt Archer, dass die Suliban innerhalb des klingonischen Imperiums Kämpfe angezettelt hatten. Sarin hatte dem Klingonen Informationen mitgegeben, die belegen, dass die Suliban für die Unruhen im klingonischen Reich verantwortlich sind. Mit diesen Informationen sollte Chaos unter den Klingonen vermieden werden. Während Archers Gespräch mit Sarin werden sie durch Suliban angegriffen, wobei Sarin stirbt. Nach einem Feuergefecht mit den Suliban schafft es das Außenteam zurück auf die Enterprise, die daraufhin die Spur des Suliban-Schiffs bis in die Atmosphäre eines Gasplaneten verfolgt. Dort entdecken sie eine Raumstation, an der hunderte Suliban-Raumschiffe magnetisch haften und in der sie Klaang vermuten. Unter Verwendung eines entführten solchen Raumschiffs und zusammen mit Tucker entführt Archer Klaang aus der Gewalt der Suliban. Der haftenden Raumschiffe und damit ihrer diesbezüglichen Lebensgefahr entledigen sie sich mit Hilfe einer von Reed bereitgestellten Technologie. Während Tucker mit Klaang zur unter immer stärkeren Beschuss geratenden Enterprise zurückfliegt, liefert sich Archer ein Duell mit einem Suliban. In letzter Sekunde kann Archer an Bord gebeamt werden und kann die Enterprise den Planeten verlassen. Sehr zu ihrer Freude, aber ohne Dank an Archer und Kollegen, empfängt die klingonische Regierung Klaang in ihrer Mitte und erhält dadurch die geheimen Informationen über die Unruhestiftung der Suliban. Da das Sternenflottenkommando den Auftrag als erfolgreich ausgeführt beurteilt, verlängert es die Mission der Enterprise unbefristet. Über die Handlung verteilte Rückblenden zeigen die Erinnerungen Archers an seine Kindheit, in der er seinen Traum von der Raumfahrt mit einem Modellraumschiff auslebt.

## Produktion
Die Produktionskosten betrugen etwa 15 Millionen US-$.

## Veröffentlichungen
Bei der Erstausstrahlung in den USA sahen den Film etwa 12,5 Millionen Zuschauer.
In Deutschland wurde der Film am 2. Mai 2002 auf VHS veröffentlicht. Bei der deutschen Erstausstrahlung am 15. März 2003 um 20.15 Uhr betrug die Reichweite in der Altersgruppe ab drei Jahren 3,21 Millionen und bei den 14- bis 49-Jährigen 2,39 Millionen Zuschauer; der Marktanteil betrug zehn beziehungsweise 19,1 Prozent. Am 6. Mai 2005 erschien der Film zusammen mit den anderen Episoden der ersten Staffel erstmals auf DVD. Eine deutschsprachige DVD-Neuveröffentlichung gab es am 9. April 2009 auf einer Box mit dem Titel Star Trek – Enterprise: Season 1, Vol. 1. In einer deutschen Box der kompletten ersten Staffel erschien der Film am 28. März 2013 auf Blu-ray Disc.

## Kritik
„Aufwändig und bildwirksam inszenierter Pilotfilm, dessen Dramaturgie und Typenarsenal vertraut sind, wobei Charakterzeichnung und Dialoge wohltuend zurückhaltend ausfallen. Ansonsten nicht mehr als solide Routine.“

Terry J. Erdmann und Paula M. Block listen Aufbruch ins Unbekannte in ihrem 2008 erschienenen Referenzwerk Star Trek 101 als eine der zehn wichtigsten Folgen der Serie Star Trek: Enterprise auf.
Scott Collura und Jesse Schedeen führten Aufbruch ins Unbekannte 2013 auf ign.com in einer Liste der 25 besten bis dahin ausgestrahlten Star-Trek-Folgen auf Platz 21.
Dany Roth erstellte 2016 für die Website syfy.com ein Ranking der Pilotepisoden aller bis dahin erschienenen Star-Trek-Realfilmserien. Aufbruch ins Unbekannte führte er dabei auf Platz 3.
Ed Gross listete Aufbruch ins Unbekannte 2016 auf empireonline.com in einer Aufstellung der 50 besten bis dahin ausgestrahlten Star-Trek-Folgen auf Platz 37.
Aaron Couch und Graeme McMillan erstellten 2016 anlässlich des 50-jährigen Jubiläums von Star Trek in Zusammenarbeit mit verschiedenen Beteiligten aus dem Franchise für den Hollywood Reporter eine Liste der 100 besten bis dahin ausgestrahlten Folgen. Aufbruch ins Unbekannte wurde hierbei auf Platz 80 gewählt.
Matthew Fisher erstellte 2017 für die Website whatculture.com eine Liste der 30 besten Star-Trek-Folgen. Aufbruch ins Unbekannte führte er hier auf Platz 30.
Angelica Jade Bastién schrieb 2017 auf vulture.com eine Einführung für Neulinge ins Star-Trek-Franchise und nannte dabei Aufbruch ins Unbekannte als eine der Folgen, die am besten einen Einstieg in die Serie Star Trek: Enterprise ermöglichen.
Valerie Complex erstellte 2017 für die Website gamespot.com ein Ranking der Pilotepisoden aller bis dahin erschienenen Star-Trek-Serien. Aufbruch ins Unbekannte führte sie dabei auf Platz 4.
Kayleena Pierce-Bohen führte Aufbruch ins Unbekannte 2020 auf screenrant.com in einer Liste der 15 besten Star-Trek-Folgen auf Platz 4.
Keith DeCandido bewertete Aufbruch ins Unbekannte 2021 auf tor.com als eine insgesamt eher durchschnittliche Folge von Star Trek: Enterprise. Die Grundprämisse der neuen Serie, zu den Anfängen der irdischen interstellaren Raumfahrt zurückzukehren, fand er im Prinzip sehr spannend, doch die konkrete Umsetzung fand er etwas enttäuschend. Sein erster großer Kritikpunkt betraf die die mangelnde Anbindung an frühere Star-Trek-Produktionen. Sowohl im Pilotfilm von Raumschiff Enterprise – Das nächste Jahrhundert als auch im Spielfilm Star Trek: Der erste Kontakt war etabliert worden, dass die Menschheit in der zweiten Hälfte des 21. Jahrhunderts tief gespalten war und mit den chaotischen Nachwirkungen des Dritten Weltkriegs zurechtkommen musste. Es wäre daher spannend gewesen, den Weg hin zu einer friedlichen, vereinten Erde zu erforschen. Stattdessen wurde die Handlung von Enterprise mehrere Jahrzehnte später angesiedelt und alle großen Probleme der Menschheit kurzerhand für inzwischen gelöst erklärt. Ein zweiter wesentlicher Kritikpunkt betraf die mangelnde Diversität der Serie. Die vereinigte Erde würde für DeCandidos Geschmack viel zu stark von männlichen weißen Amerikanern dominiert. Das betreffe sowohl das Personal im Hauptquartier der Sternenflotte als auch die Besatzung der Enterprise. Von den fünf menschlichen Hauptfiguren sind die drei mit dem höchsten Rang zwei männliche weiße Amerikaner und ein männlicher weißer Europäer. Die beiden nicht-weißen Figuren sind zugleich diejenigen mit dem niedrigsten Rang. Negativ fiel DeCandido auch auf, dass die Serie viel zu krampfhaft versuche, in den Szenen mit Archer, Tucker und T’Pol die Dynamik zwischen Kirk, Spock und McCoy aus der Originalserie Raumschiff Enterprise zu kopieren. Die eigentliche Geschichte des Pilotfilms fand er relativ solide. Die Einführung des temporalen kalten Kriegs als übergeordnetem Handlungsbogen fand er hingegen bereits bei der Erstausstrahlung albern; rückblickend sei sie noch enttäuschender, da es letztlich zu keiner vernünftigen Auflösung dieses Handlungsbogens kommen sollte. Der häufig geäußerten Kritik einer angeblich falschen Darstellung der Vulkanier wollte sich DeCandido nicht anschließen. Nüchtern betrachtet stimme die in Enterprise gezeigte Arroganz und Hochnäsigkeit dieser Spezies ziemlich gut mit ihrer Darstellung in der Originalserie überein. Positiv hob er die Schauspielleistung von John Billingsley und Jolene Blalock hervor. Blalock war offensichtlich vor allem ihres Aussehens wegen gecastet worden, doch sie schaffe es hervorragend, sich davon zu emanzipieren.
Dusty Stowe erstellte 2023 für die Website screenrant.com ein Ranking der Pilotepisoden aller elf bis dahin veröffentlichten Star-Trek-Serien (Die Anthologie-Serie Star Trek: Short Treks blieb unberücksichtigt). Aufbruch ins Unbekannte führte er dabei auf Platz 7.

## Auszeichnungen und Nominierungen
Bei den Primetime Emmy Awards 2002 wurde der Film 3-mal nominiert. In den Kategorien Bestes Make-up für eine Serie (prosthetisch) und Bester Tonschnitt für eine Serie blieb es dabei, in der Kategorie Beste visuelle Spezialeffekte für eine Serie gab es eine Prämierung.

## Romanadaption
Eine von Diane Carey verfasste und durch Andreas Brandhorst ins Deutsche übersetzte Romanadaption des Films erschien im November 2002 im Heyne Verlag.